# 古村至朗
古村 至朗（ふるむら じろう、1955年（昭和30年）1月18日 - ）は日本の実業家、銀行家。福岡中央銀行代表取締役会長。

## 来歴・人物
佐賀県鳥栖市出身。長崎大学経済学部卒。
1977年に福岡銀行に入行。北九州営業部長、執行役員を歴任。2009年にふくおかフィナンシャルグループ取締役執行役員と同行取締役常務執行役員に就任する。
2012年に代表取締役副頭取となり、2014年に退任する。

### 福岡中央銀行に転じる
2014年6月、福岡中央銀行の代表取締役専務に就任し、翌年、同じく福岡銀行出身である末松修の後任として頭取に就任し、2022年6月、会長に退く。

## 経歴
- 1977年（昭和52年）
  - 4月：福岡銀行入行。
- 2004年（平成16年）
  - 10月：営業統括部長
- 2006年（平成18年）
  - 4月：北九州営業部長
  - 6月：執行役員北九州営業部長。
- 2009年（平成21年）
  - 4月:取締役常務執行役員
  - 6月：ふくおかフィナンシャルグループ取締役執行役員
- 2010年（平成22年）
  - 4月:取締役常務執行役員・九州営業本部長
- 2011年（平成23年）
  - 4月:取締役専務執行役員
- 2012年（平成24年）
  - 4月:代表取締役副頭取
- 2014年（平成26年）
  - 4月:福岡中央銀行顧問
  - 6月：専務取締役・北九州本部長
- 2015年（平成27年）
  - 6月:代表取締役頭取
- 2022年（令和4年）
  - 6月:代表取締役会長

## 参考資料
- “第6期有価証券報告書” (PDF).   ふくおかフィナンシャルグループ (2013年6月27日). 2019年5月19日閲覧。
- “第93期有価証券報告書” (PDF).   福岡中央銀行 (2014年6月27日). 2019年5月19日閲覧。

| ビジネス    | ビジネス                         | ビジネス      |
| ----------- | -------------------------------- | ------------- |
| 先代 末松修 | 福岡中央銀行頭取 2015年 - 2022年 | 次代 荒木英二 |